# Alberto Fermín Zubiría
Alberto Fermín Zubiría Urtiague (9 tháng 10 năm 1901 – 4 tháng 10 năm 1971) là một nhân vật chính trị người Uruguay, từng giữ chức Chủ tịch thứ ba của Hội đồng Chính quyền Quốc gia Uruguay, là nguyên thủ trên danh nghĩa của một quốc gia trong một hội đồng hành pháp có 9 thành viên, và vị trí chủ tịch được luân phiên giữa các thành viên trong nhiệm kỳ một năm. Nhiệm kỳ Chủ tịch của Fermín bắt đầu từ ngày 1 tháng 3 năm 1956 và kết thúc vào ngày 1 tháng 3 năm 1957.

## Lý lịch
Alberto Fermín Zubiría là một đảng viên nổi bật của Đảng Colorado của Uruguay, chính đảng cầm quyền trong một thời gian dài. Ông trở thành Nghị sĩ vào năm 1932. Ông được chú ý vì phản đối Tổng thống Gabriel Terra.
Năm 1947, ông được bổ nhiệm làm Bộ trưởng Bộ Công nghiệp dưới thời Tổng thống Tomás Berreta. Từ năm 1948 đến năm 1950, ông giữ chức Bộ trưởng Nội vụ dưới thời Tổng thống Luis Batlle Berres. Ông là chủ tịch của Banco de la República Oriental del Uruguaytừ năm 1950 đến năm 1954.

## Chủ tịch Hội đồng Chính quyền Quốc gia
Năm 1956, sau khi chính khách đồng đảng, Tổng thống Batlle Berres từ nhiệm nhiệm kỳ chủ tịch thứ hai, ông được cử giữ chức vụ này cho đến năm 1957. Chức vụ này đã được kế nhiệm bởi một chính khách đồng đảng khác là Arturo Lezama,

## Hậu Chủ tịch
Mặc dù có cơ hội để nắm giữ một chức vụ trong Thượng viện vào năm 1966, nhưng ông đã từ chối.
Ông qua đời vào ngày 4 tháng 10 năm 1971, vài ngày trước sinh nhật lần thứ 70 của mình.